# Chateaubelair
Chateaubelair ist ein Ort auf der Insel St. Vincent, die dem Staat St. Vincent und die Grenadinen angehört. Der Ort liegt an der Westküste der Insel und ist Verwaltungssitz des Parish Saint David. In dem Ort befindet sich ein Krankenhaus.